# الپورت (آرکانزاس)
الپورت، ارکانساس (به انگلیسی: Allport, Arkansas) یک منطقهٔ مسکونی در ایالات متحده آمریکا است که در شهرستان لونکه، آرکانزاس واقع شده‌است.

## خصوصیات
الپورت ۰٫۵ کیلومترمربع مساحت و ۱۲۷ نفر جمعیت دارد و ۶۲ متر بالاتر از سطح دریا واقع شده‌است.